# Grain Belt Brewery
La Grain Belt Brewery es una antigua fábrica de cerveza de la Minneapolis Brewing and Malting Company, situada al norte de Broadway St. NE en la orilla este del río Misisipi en Mineápolis, Estados Unidos. El edificio se construyó en 1892 y presenta cuatro estilos arquitectónicos distintos en homenaje a las cuatro empresas que se unieron para construirlo. La fábrica dejó de funcionar como cervecería en 1975 y permaneció vacía y en mal estado durante muchos años. Después de que muchas propuestas de remodelación fracasaran, la propiedad fue adquirida por Ryan Companies en 2001, reformándose para convertirla en oficinas. Reabrió sus puertas en 2002. Se considera uno de los «edificios industriales más llamativos de la ciudad de finales del siglo XX».

## Historia

### Cervecería
La fábrica original fue construida por el inmigrante alemán John Orth en la actual ubicación de Marshall St. y 13th Ave. NE en 1850. En 1890, durante un período en el que las grandes fusiones se estaban volviendo comunes en la industria cervecera, la John Orth Brewing Company y otras tres (Heinreich Brewing Association, FD Noerenberg Brewing Company y Germania Brewing Association) crearon conjuntamente la Minneapolis Brewing and Malting Company, y la cervecería Orth fue la ubicación elegida para el emplazamiento de la nueva fábrica. A los pocos años, la cervecería adoptó la marca «Grain Belt» («cinturón de granos»), en referencia a los vastos campos de Minnesota, Iowa, Wisconsin y las Dakotas, conocidos como «el cinturón de granos de Estados Unidos». En junio de 1891 se obtuvo el permiso de construcción para la nueva cervecería colaborativa.
Con una inversión de 500 000 dólares (17,5 millones en 2024), la cervecería en forma de L, diseñada por Frederick Wolff y William Lehle, se terminó de construir en julio de 1892.
La fachada principal de la cervecería presenta cuatro frentes distintos, como un homenaje a la fusión de las cuatro empresas.  En 1904 se añadió un ascensor en un lateral, corrompiendo el simbolismo. La cervecería creció rápidamente hasta convertirse en una de las más grandes de Minnesota, sólo superada por Hamm's Brewery en St. Paul. En la década de 1960 la producción superó el millón de barriles al año. Sin embargo, la competencia de las cervecerías nacionales de mayor tamaño resultó ser demasiado grande, por lo que la empresa tuvo dificultades financieras y en 1975 fue vendida a Irwin L. Jacobs bajo su empresa I.J. Enterprises.

### Conservación y renovación
Desde 1975 hasta 1987, el edificio permaneció vacío y sin uso. En respuesta a los intentos de demoler el edificio y reconstruir el sitio, el Ayuntamiento de Mineápolis lo designó monumento histórico para su conservación en agosto de 1977. Su estatus histórico permitió a la ciudad de Mineápolis denegar permisos para su demolición en 1977 y nuevamente en 1986. Se presentaron varios planes de remodelación para el edificio ahora histórico, incluida una zona de libre comercio exterior, un hotel de lujo, un teatro shakespeariano y un acuario. En 1986, la Agencia de Desarrollo Comunitario de Mineápolis concluyó que la posibilidad de reconstruir el edificio «no era optimista» debido al vandalismo y la degradación durante los años de inocupación, y la demolición se consideró la mejor opción.

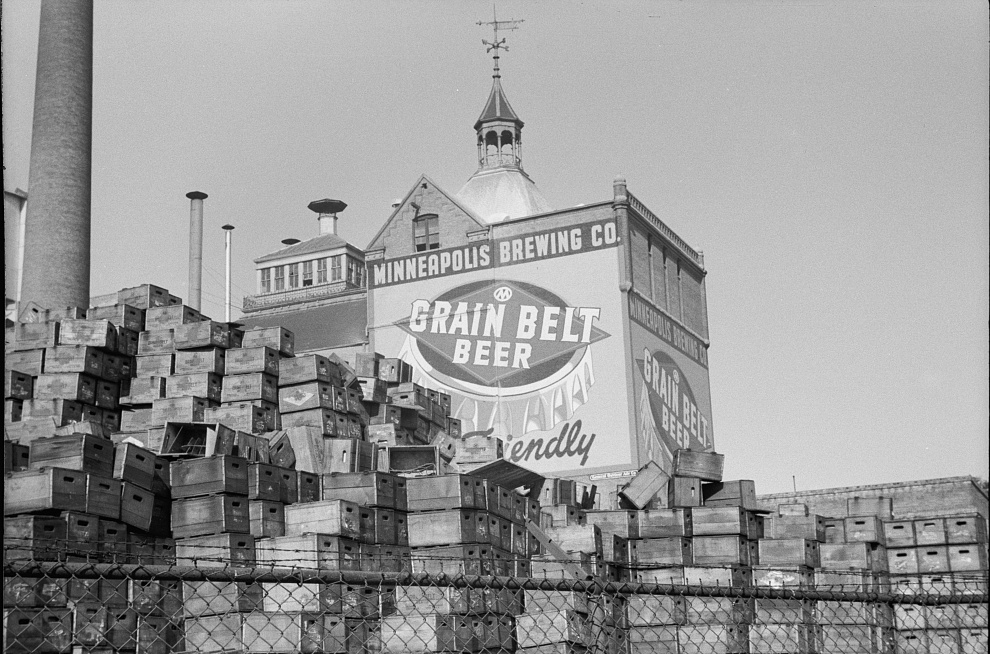
La cervecería desde atrás en 1939.

Si bien la ciudad había rechazado previamente una donación del edificio debido a los costos operativos previstos entre $100,000 y $300,000 por año, Mineápolis compró el edificio en 1989 por $4.85 millones ($12.3 millones en 2024) después de darse cuenta de que los acuerdos de alquiler que venían con otras propiedades en el trato podrían compensar los costos. Fue añadido al Registro Nacional de Lugares Históricos en 1990. Sin embargo, en 1993, un millón de dólares ($2.18 millones en 2024) se habían gastado simplemente para evitar que el edificio se derrumbara y ningún desarrollador se había presentado aún. El concejal Tony Scallon calificó la votación a favor de la compra como «el mayor error político que he cometido». Sin embargo, se reconoció que cualquier intento de derribar el emblemático edificio se enfrentaría a gente que se pararía frente a las excavadoras.
En 1995, el Teatro Guthrie consideró desarrollar la propiedad para convertirla en oficinas y un taller de escenografía, pero consideraciones financieras hicieron que se echaran atrás en pocos meses. A principios de 1997 parecía que se había llegado a un acuerdo con Aveda, pero a finales de ese año también fracasó.
En octubre de 1999, Ryan Companies expresó interés en comprar el edificio. Propusieron un plan de 20,3 millones de dólares ($37.1 millones en 2024) para desarrollar el edificio como oficinas para RSP Architects. En mayo de 2000, se presentó una propuesta según la cual Ryan Companies compraría la cervecería por una tarifa nominal de $1 y la ciudad ayudaría con $14 millones de los $19 millones en costos de reurbanización planificados, y los $5 millones restantes serían financiados por Ryan. La venta se concretó en mayo de 2001 (no está claro si el precio de venta mencionado anteriormente de $1 fue el precio final), y las oficinas renovadas se inauguraron en 2002.

## Estructura

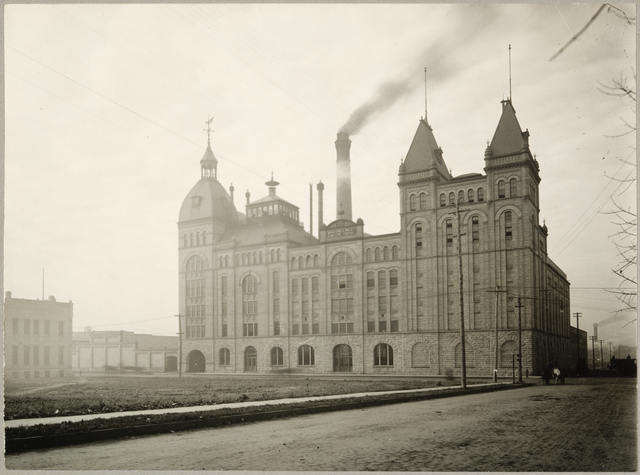
El edificio en 1900, antes de la incorporación del ascensor.

La sala de cocción de estilo románico richardsoniano tiene entre cinco y seis pisos de altura. Aunque originalmente estaba dividida en cuatro secciones arquitectónicamente únicas en homenaje a las cuatro cervecerías originales, se agregó una quinta sección en 1904. La sección más alta y más al noreste del edificio, utilizada para la fermentación y la refrigeración, presenta torres gemelas con techos a cuatro aguas. La siguiente sección tiene cinco pisos de altura, presenta dinteles planos, arcos rebajados, ventanas de medio punto y un arco de medio punto, y está rematada con un cartel que dice FRIENDLY GRAIN BELT BEER («CERVEZA AMIGABLE DEL CINTURÓN DE GRANO»). La tercera parte, destinada a mezclar y cocinar, también tiene cinco pisos y está rematada por un mirador cuadrado a cuatro aguas. También presenta muros parapetados en los bordes exteriores, decorados con remates. La cuarta sección original, que originalmente contenía los silos de granos, tiene seis pisos de altura con una cúpula abuhardillada de cuatro lados rematada con una linterna de acero. La quinta sección, añadida en 1904, está adosada a la pared sur de la cuarta sección; se trata de un elevador de malta de seis pisos rematado con una cornisa con ménsulas.

## Distrito histórico
Más allá del edificio principal, varios otros edificios forman parte del distrito histórico. El cobertizo de carromatos y las tiendas al sur de la cervecería se han convertido en la sucursal Pierre Bottineau de la biblioteca del Condado de Hennepin; la casa embotelladora al norte, incluida la ampliación de 1969, ahora sirve como espacio para estudios de artistas.